# Пиляр
Пиляр (Ergates Audinet-Serville, 1832) — реліктовий монотиповий рід жуків з родини Скрипунових.

## Поширення
Пиляр в Україні представлені одним родом і видом — Пиляр смоляний (Ergates faber (Linnaeus, 1767)).

## Розмаїття
До роду Пиляр залічують один сучасний і три викопні види:
1. Пиляр смоляний — Ergates faber (Linnaeus, 1767)
2. †Ergates atavellus Cockerell, 1922[3]
3. †Ergates polyphemus (Heer, 1865)[4]
4. †Ergates spectabilis (Heer, 1865)[4]